# Ithamara Koorax
Ithamara Koorax (Niterói, 28 de abril de 1965) é uma cantora brasileira de MPB, música clássica, jazz e bossa nova. Foi considerada, pelo jornalista e crítico de jazz Scott Yanow, em seu livro "The Jazz Singers" como uma das melhores cantoras da história do jazz. Também foi eleita por dois anos consecutivos, 2008 e 2009, a terceira melhor cantora de jazz do mundo, de acordo com os resultados do 73rd Annual Readers Poll, com Diana Krall em primeiro lugar e Cassandra Wilson em segundo, e do 74th Annual Readers Poll de 2009, na categoria "Female Vocalist", publicados pela revista americana DownBeat. {edições da revista DownBeat de Dezembro de 2008, página 44, e de Dezembro de 2009, página 42} 
Em 2002 já havia sido considerada pela prestigiosa revista de jazz norte-americana DownBeat, a quarta melhor cantora de jazz do mundo. {edição de Dezembro de 2002 da revista DownBeat, 67th Annual Readers Poll, pagina 56}
A cantora também foi eleita entre as melhores cantoras da cena jazzística pela votação dos leitores da DownBeat nos anos de 2000 a 2012, recebendo similar aclamação em revistas da Inglaterra (Jazz Journal), França (Jazz Hot), Japão (Swing Journal), Coreia do Sul (Jazz People) e Suíça (Jazz 'n' More), entre muitas outras [carece de fontes?]. Na edição de janeiro de 2012 (página 48, lista "Best CDs of 2011") da revista DownBeat, seu CD "O Grande Amor", gravado na Europa com o Peter Scharli Trio, foi eleito um dos melhores lançamentos de 2011, tendo recebido a cotação de quatro estrelas e meia. Na edição de janeiro de 2008 (página 54, lista "Best CDs of 2007") da revista DownBeat, seu CD "Brazilian Butterfly", foi eleito um dos melhores lançamentos de 2007, tendo recebido a cotação de quatro estrelas.

## Carreira
No primeiro ano de sua carreira profissional recebeu no Brasil o prêmio de "cantora revelação" de 1990, concedido pela Associação Paulista de Críticos de Arte. Ao lançar seu primeiro disco, "Ithamara Koorax Ao Vivo", recebeu o Prêmio Sharp (atual Prêmio da Música Brasileira) de "cantora revelação de MPB" em 1994. 
Gravou, entre 1990 e 2003, dez temas para trilhas sonoras de diversas novelas e mini-séries exibidas pela TV Globo, entre elas Riacho Doce (1990, cantando o tema principal, Iluminada, da personagem de Vera Fischer), Araponga (1991), Pedra Sobre Pedra (1992), Renascer (1993), Fera Ferida (1994), Cara & Coroa (1995), Estrela Guia (2001, cantando o tema da personagem principal, representada pela cantora Sandy) e Celebridade (2003). Para esta última, à convide do autor da novela, Gilberto Braga, gravou uma música inédita de Antônio Carlos Jobim, Absolut Lee. A partir de 2014, passou a gravar temas para trilhas da RecordTV, entre elas O Rico e O Lázaro (2019) e Os Dez Mandamentos. 
Gravou também trilhas sonoras para diversos filmes, entre 1990 e 2023, inclusive para quatro filmes dirigidos por Silvio Tendler: Glauber, O Filme, Labirinto do Brasil (2003), JK - O Menino Que Sonhou Um País (2002), Tzedaká - 80 Anos do Froein Farain (2003), Marighella - Retrato Falado do Guerrilheiro (2001). Gravou também na trilha dos filmes Mãos de Afeto (1990, de Gilberto Gouma), Policarpo Quaresma, Herói do Brasil (1997), dirigido por Paulo Thiago, Apenas Meninas (2021), dirigido por Bianca Lenti, e O Futuro É Nosso (2023), dirigido por Silvio Tendler.
Ithamara Koorax realizou shows e gravações com sua madrinha artística Elizeth Cardoso, Antonio Carlos Jobim, Luiz Bonfá, Ron Carter, Larry Coryell, John McLaughlin, Gonzalo Rubalcaba, Dom Um Romão, Raul de Souza, João Donato, Robertinho Silva, Luiz Alves, Hermeto Pascoal, Eumir Deodato, Jay Berliner, Marcos Valle, Edu Lobo, Vicente Viola, Jurgen Friedrich, Sadao Watanabe, Tito Madi, Martinho da Vila, Chico Buarque, Jorge Ben, Gilberto Gil, João Palma, Paulo Moura, Milton Banana, Tião Neto, Luiz Eça, Paulo Jobim, Cesar Camargo Mariano, Juarez Moreira, Mário Castro Neves, Peter Scharli, Jyoji Sawada, Claus Ogerman, Tomonao Hara, Art Farmer, Eddie Gómez, Chris Conway, Lou Volpe, Eijiro Nakagawa, Takeshi Yamaguchi, Cristovão Bastos, Eloir de Moraes, Jadir de Castro, Marcel Powell, Wagner Tiso, Mario Conde, os grupos Azymuth e Os Cariocas, a banda italiana Gazzara, as big-bands Amazon (liderada, em Nova Iorque, pelo Maestro Gaudêncio Thiago de Mello) e Rio Jazz Orchestra (liderada pelo Maestro Marcos Szpilman), e as orquestras Petrobrás Sinfônica (concertos no Theatro Municipal do Rio de Janeiro, Memorial da América Latina em São Paulo, Teatro da UFF em Niterói, e Edifício-sede da Petrobras no Rio de Janeiro) e Orquestra Jazz Sinfônica (concertos no Auditório Ibirapuera e Teatro Sérgio Cardoso, ambos em São Paulo). 
De seu grupo fizeram parte músicos como José Roberto Bertrami, Paulo Malaguti, Maurício Carrilho, Jorge Pescara, Cesar Machado, Paula Faour, Haroldo Jobim, Mario Jansen, Rodrigo Lima, Filipe Bernardo, Bebeto Castilho, Jaime Aklander, Lulu Martin, Laudir de Oliveira, Marcelo Salazar, Jamil Joanes, Pascoal Meirelles, Daniel Garcia, Sergio Barroso, Manuel Gusmão, Sidinho Moreira, Juarez Araujo, Manny Monteiro, Carlos Bala, Pedro Ferreira, Daniel Cheese, Eloir de Moraes, Nacho Mena, Ênio Santos, Ursula Lauren, Mark Peterson e Mitsuru K. Natsuka. 
No Japão, realizou gravações com Ikuo Takaoka, Masahiro Itami, Tomonao Hara, Toshiyuki Omori, Isao Miyoshi, Yoshiaki Okayasu, Eijiro Nakagawa, Jyoji Sawada, Yoshiaki Miyanoue, Takeshi Yamaguchi e Tetsu Shibuya.
Ithamara Koorax também trabalhou com os DJs Parov Stelar (com quem lançou o EP "O Vento"), Tom Novy (que lançou três remixes de "O Passarinho", composição de Ithamara em parceria com Francesco Gazzara e Arnaldo DeSouteiro), GOKU, Scent, Seiji (Bugz in the Attic), King Kooba, Cargo, Dudu Dub, Fabio Bola e Brisa.
Em 2022, lançou o single "Espelho Solar" (com Rodrigo Lima) e o álbum "Dear Mom Beija Flor" (ao lado de David Calderoni e Joseval Paes), apresentando-se no casa noturna Manouche (como convidada especial de Alessa Migani, ao lado de Teresa Cristina e Fernanda Abreu) e no Centro de Referência da Música Carioca, com participação especial de Ricardo MacCord. 
Iniciou a gravação de vários singles e de um novo álbum em 2023, realizando concertos na Europa, Ásia e também no Brasil, levando o show "60 Anos de Getz/Gilberto" para o circuito do SESC SP, em função de ser a única cantora que trabalhou com todos os artistas brasileiros que participaram do histórico disco vencedor de quatro prêmios Grammy. Apresentou-se com lotação esgotada, liderando seu quinteto e com participação especial de Hector Costita no SESC Avenida Paulista e no SESC Araraquara, com direção musical e arranjos de Arnaldo DeSouteiro, que também participou dos shows como percussionista e MC, recriando o álbum lançado por Stan Getz e João Gilberto.  
Em 2024, Ithamara retomou a colaboração com o violonista e compositor Carlos Pingarilho, lançando o disco "Samba do Dom Natural" com participações de Eumir Deodato, Graham Paskett, Arnaldo DeSouteiro e Sidinho Moreira. No mesmo ano, lançou "Feel Like Making Love", em celebração aos 50 anos da música composta por Gene McDaniels e consagrada por Roberta Flack em 1974, quando chegou ao primeiro lugar da parada pop dos Estados Unidos. Realizou apresentações na Europa e Ásia, além de um concerto com a Orquestra Filarmônica de Paraisópolis no Teatro do Museu de Arte de São Paulo (MASP), comemorando seu aniversário em 28 de abril, e um show com sua banda, com lotação esgotada no I Love PRIO Blues & Jazz Festival, em junho de 2024, no Jockey Club do Rio de Janeiro.  
Participou ainda, como convidada especial, do disco "Deep Blue" do compositor e cantor Gustavo Cysne, interpretando "Dive Into The Deep Blue" acompanhada pela The Amoroso Orchestra. A música alcançou grande sucesso nas rádios de jazz dos Estados Unidos. Em dezembro, dirigiu uma apresentação de seus alunos de canto no Bottle's Bar, no Beco das Garrafas. No mesmo mês, "Dive Into The Deep Blue" foi premiada como a música mais ouvida e com maior número de downloads durante o ano de 2024 no All About Jazz, com "Feel Like Making Love" em segundo lugar. 
O primeiro lançamento em 2025 foi "Spirit of Summer", gravado com o maestro Eumir Deodato. 

### Apresentações
Realizou apresentações nos Estados Unidos (CUNY - City University of New York), na Inglaterra (Jazz Cafe, de Londres e Band On The Wall de Manchester), França (Carreau du Temple, de Paris), Suíça (Moods, de Zurique), Coreia do Sul (EBS Space, de Seul), República Tcheca (U Stare Pani, de Praga), Alemanha (Unterfahrt, de Munique), Japão (Sanyo Hall), além de Festivais de Jazz em Portugal (Funchal), Sérvia (Belgrado), Finlândia, Bulgária e Brasil. 

## Discografia
- 2025 - "Spirit of Summer" - Ithamara Koorax & Eumir Deodato - JSR
- 2024 - "Feel Like Making Love" - Ithamara Koorax featuring Arnaldo DeSouteiro - JSR
- 2024 - "Samba do Dom Natural" - Ithamara Koorax & Carlos Pingarilho - JSR
- 2022 - "Dear Mom Beija Flor" - David Calderoni, Ithamara Koorax & Joseval Paes - Tratore
- 2022 - "Espelho Solar" - Rodrigo Lima & Ithamara Koorax - JSR
- 2018 - "60 Years of Bossa Nova" - Jazzvision Korea
- 2017 - "Ithamara Koorax Sings The Jazz Masters" - Jazzvision
- 2014 - "All Around The World" - Jazzvision
- 2013 - "Opus Clássico" - Petrobrás
- 2013 - "Ithamara Koorax Sings Getz/Gilberto" - Electric Bird/Jazzvision
- 2013 - "Ecstasy" - Electric Bird/Jazzvision
- 2013 - "Bossa Jobim" - Seven Seas
- 2012 - "Got To Be Real" - IRMA
- 2011 - "Ithamara Koorax & Mamoru Morishita: Hotaru" - Crown Tokuma
- 2011 - "Arirang" - Loen Entertainment/Seoul Media
- 2010 - "My Favorite Things: Live An Asia" [DVD] - Jazzvision
- 2010 - "O Grande Amor" - TCB
- 2009 - "Bim Bom: The Complete João Gilberto Songbook" - Motéma
- 2008 - "Tribute to Stellinha Egg" - CEDEM
- 2008 - "Obrigado Dom Um Romão" - TCB
- 2007 - Brazilian Butterfly - IRMA
- 2007 - Ithamara Koorax Featuring Dom Um Romão - IRMA
- 2006 - The Best of Ithamara Koorax - EMI
- 2006 - Love Dance [Enhanced] - Concord
- 2006 - Serenade in Blue [Enhanced] - Concord
- 2005 - Autumn in New York - EMI Korea
- 2004 - Cry me a River - Huks
- 2003 - Love Dance: The Ballad Album [Bonus Tracks] - Som Livre
- 2003 - Love Dance/As Time Goes By" [Japan Bonus Tracks] - JVC
- 2002 - Someday - Huks
- 2001 - Amor Sem Adeus - Huks
- 2001 - Serenade in Blue [Bonus Tracks] - Universal
- 2000 - Serenade in Blue - Milestone
- 1999 - Bossa Nova 21st Century [DVD-A] - Sanyo
- 1998 - Bossa Nova Meets Drum 'N' Bass" - Paddle Wheel
- 1997 - Wave 2001 - Sanyo
- 1996 - Almost in Love - Imagem
- 1996 - Ithamara Koorax Sings The Luiz Bonfá Songbook - Sanyo
- 1995 - Red River - Sanyo
- 1995 - Rio Vermelho - Imagem
- 1994 - Ao Vivo - Imagem
- 1993 - Luíza - JVC